# Mycetophila anivensis
Mycetophila anivensis är en tvåvingeart som beskrevs av Zaitzev 1999. Mycetophila anivensis ingår i släktet Mycetophila och familjen svampmyggor. Inga underarter finns listade i Catalogue of Life.